# Animoso (cacciatorpediniere 1914)
L’Animoso è stato un cacciatorpediniere della Regia Marina.

## Storia
Costruito tra il 1912 ed il 1914 su progetto derivato da quello della classe Indomito, il cacciatorpediniere rivelò caratteristiche alquanto deludenti.
All'entrata dell'Italia nella prima guerra mondiale l’Animoso faceva parte, con i cacciatorpediniere Audace, Ardente, Ardito e Francesco Nullo, della I Squadriglia Cacciatorpediniere, di base a Brindisi. Comandava l'unità il capitano di corvetta Cantù.
Il giorno stesso della dichiarazione di guerra, il 24 maggio 1915, Animoso, Audace ed Ardito effettuarono una missione antisommergibile nel golfo del Drin e successivamente al largo di Cattaro.
L'11 luglio 1915 l’Animoso, l’Audace, l’Ardente e l’Ardito scortarono l'esploratore Quarto e sbarcarono le avanguardie delle truppe destinate a sbarcare ed occupare l'isola di Pelagosa, operazione cui parteciparono anche l'incrociatore ausiliario Città di Palermo, l'esploratore Marsala, il cacciatorpediniere Strale e le torpediniere Clio, Cassiopea, Calliope, Airone, Astore ed Arpia e che si svolse senza intoppi (l'unico presidio dell'isola era composto da due segnalatori, che si nascosero per poi arrendersi).
Nelle prime ore del 17 luglio la nave, insieme al Quarto ed ai cacciatorpediniere Intrepido ed Irrequieto, bombardò la stazione radiotelegrafica e le altre installazioni militari dell'isola Giuppana (Dalmazia). La missione, in concomitanza con un altro bombardamento effettuato dalla V Divisione navale, fu interrotta in seguito all'avvistamento – da parte delle navi della V Divisione – di sommergibili avversari (che ugualmente silurarono ed affondarono l'incrociatore corazzato Garibaldi sulla rotta di rientro).
Verso le dieci del mattino del 17 agosto dello stesso anno l’Animoso, che si trovava in crociera, unitamente all'esploratore Quarto ed ai cacciatorpediniere Ardito, Impavido ed Intrepido, a settentrione della congiungente Brindisi-Cattaro, raggiunse – insieme altre unità – Pelagosa, che alcune ore prima era stata pesantemente bombardata da una formazione navale austro-ungarica.
L'11 maggio 1917 l'unità, salpò da Venezia al comando del capitano di fregata Piazza, insieme ai cacciatorpediniere Audace, Ardente, Ardito e Giuseppe Cesare Abba, per intercettare un gruppo di siluranti austroungariche (cacciatorpediniere Csikos e torpediniere 78 T, 93 T e 96 T) che fu avvistato alle 15.30, a circa 10.000 di distanza; essendo però le due formazioni frattanto giunte non distante da Pola, importante base navale austroungarica, le unità italiane ripiegarono e rientrarono a Venezia.
Nella notte tra il 13 ed il 14 agosto del medesimo anno la nave lasciò Venezia unitamente ai cacciatorpediniere Ardente, Audace, Abba, Vincenzo Giordano Orsini, Giovanni Acerbi, Giuseppe Sirtori, Francesco Stocco, Carabiniere e Pontiere per scontrarsi con un gruppo di navi nemiche – cacciatorpediniere Streiter, Reka, Velebit, Sharfschutze e Dinara e 6 torpediniere – che avevano appoggiato un'incursione aerea contro la piazzaforte veneta; tuttavia solo l’Orsini riuscì ad avere un breve e fugace contatto con le navi austriache.
Durante l'undicesima battaglia dell'Isonzo (18-24 agosto 1917) l’Animoso fu nave di bandiera del contrammiraglio Casanova, che dirigeva la cooperazione navale alle operazioni terrestri.
Il 16 novembre 1917 il cacciatorpediniere fu inviato, insieme ad Orsini, Acerbi, Stocco, Ardente, Abba ed Audace, a contrasto del bombardamento effettuato dalle corazzate austroungariche Wien e Budapest contro le batterie d’artiglieria e le linee italiane di quella località: i cacciatorpediniere supportarono l'attacco dei MAS 13 e 15 che, insieme a quelli di aerei e dei sommergibili F 11 ed F 13, contribuì a disturbare l'azione nemica, sino al ritiro delle due corazzate.
Il 18 novembre dello stesso anno Animoso, Abba, Ardente ed Audace bombardarono le linee austriache tra Caorle e Revedoli.
Il 28 novembre Animoso, Ardente, Ardito, Abba, Audace, Orsini, Acerbi, Sirtori e Stocco, insieme agli esploratori Aquila e Sparviero, partirono da Venezia e, insieme ad alcuni idrovolanti di ricognizione, inseguirono una formazione austriaca, composta dai cacciatorpediniere Dikla, Streiter ed Huszar e da quattro torpediniere, che aveva bombardato la ferrovia nei pressi della foce del Metauro. Le navi italiane dovettero rinunciare all'inseguimento allorché giunsero nei pressi di Capo Promontore, troppo vicino a Pola.
Il 9 gennaio 1918, alle 10.45, il cacciatorpediniere, al comando del capitano di fregata Arturo Ciano, lasciò Venezia insieme  ad Abba ed Audace: le tre unità avevano a rimorchio i MAS 94, 95 e 96 destinati all'incursione divenuta poi nota come beffa di Buccari. Alle 18.15, giunti nel punto prestabilito e denominato «O», venti miglia ad ovest di Sansego, i cacciatorpediniere passarono i cavi di rimorchio alle torpediniere 12 PN, 13 PN e 18 PN, incaricate di rimorchiare i MAS più vicino a Buccari, quindi si posizionarono una cinquantina di miglia al largo di Ancona, per fornire supporto ai MAS di ritorno dalla missione. Sul piano militare l'attacco non riuscì perché, causa le reti parasiluri, solo un piroscafo, su quattro attaccati, venne colpito (e solo danneggiato), ma l'operazione fu utile sul piano propagandistico, i cui aspetti furono orchestrati dal poeta Gabriele D'Annunzio, che partecipò alla missione.
Nella notte tra il 13 ed il 14 marzo 1918 l’Animoso, l’Orsini, l’Acerbi, lo Stocco ed il Sirtori, insieme alle torpediniere costiere 9 PN e 10 PN ed ai MAS 95 e 96, fornirono supporto al fallimentare tentativo di attacco del barchino silurante «Grillo» contro la base di Pola, attacco che si concluse senza risultato e con la perdita del «Grillo».
Nel 1919 il cacciatorpediniere venne sottoposto a lavori di modifica dell'armamento: il cannone Armstrong Mod. 1891 da 120/40 mm ed i quattro Vickers-Armstrong da 76/40 mm vennero sbarcati, ed al loro posto vennero installati cinque pezzi Schneider-Armstrong da 102/35 mm Mod. 1914-1915, nonché due cannoncini Vickers-Terni Mod. 1917 da 40/39 mm e due mitragliere 6,5/80 mm. Vennero inoltre imbarcate le attrezzature per trasportare e posare dieci mine.
Il 27 luglio 1921 l’Animoso, al comando del capitano di corvetta Treviliani, mentre si trovava nella prima darsena dell'Arsenale di La Spezia, accese le caldaie per provare il funzionamento di un ventilatore, ma alle 9.10 si verificò lo scoppio di una caldaia, che coinvolse anche delle tubolature di nafta: l'esplosione uccise tre uomini (il capo meccanico Francesco Benedetti, il sottocapo fuochista Vito Scarcella ed il fuochista Moretti Alza Casadio, mentre in un primo momento si era parlato di sei morti e quattro-sei dispersi, oltre a numerosi feriti due dei quali gravi), e ne ustionò gravemente quattro, oltre ad abbattere un fumaiolo, devastare le sovrastrutture ed aprire una falla a centro nave. A bordo della nave accorsero presto i pompieri e reparti di marinai guidati dal comandante Di Marzo, che domarono le fiamme e soccorsero gli ustionati. Sbandato sul lato sinistro e gravemente danneggiato, l’Animoso venne rimorchiato in bacino di carenaggio. Mai riparato, il cacciatorpediniere venne radiato nell'aprile 1923 ed avviato alla demolizione.